# NGC 2981
NGC 2981 (również PGC 27925 lub UGC 5208) – galaktyka spiralna z poprzeczką (SBbc), znajdująca się w gwiazdozbiorze Lwa. Odkrył ją Samuel Oppenheim lub Johann Palisa 27 marca 1886 roku.